# 聖保祿修院
聖保祿修院（英語：St. Paul's Convent Church）位於香港銅鑼灣銅鑼灣道1號，由法國沙爾德聖保祿女修會（英語：Sisters of St Paul de Chartres）所建立。該會的在香港的服務可追溯至1848年，當時主要收容被遺棄的嬰兒，其後該會陸續將服務擴展至開辦學校及醫院。該會在1916年開始在銅鑼灣區大力擴展，在修院內先後興建了女修道院、聖保祿學校、聖保祿醫院、基督君王小堂及護士宿舍。建築群當中以基督君王小堂最具歷史價值。

## 基督君王小堂

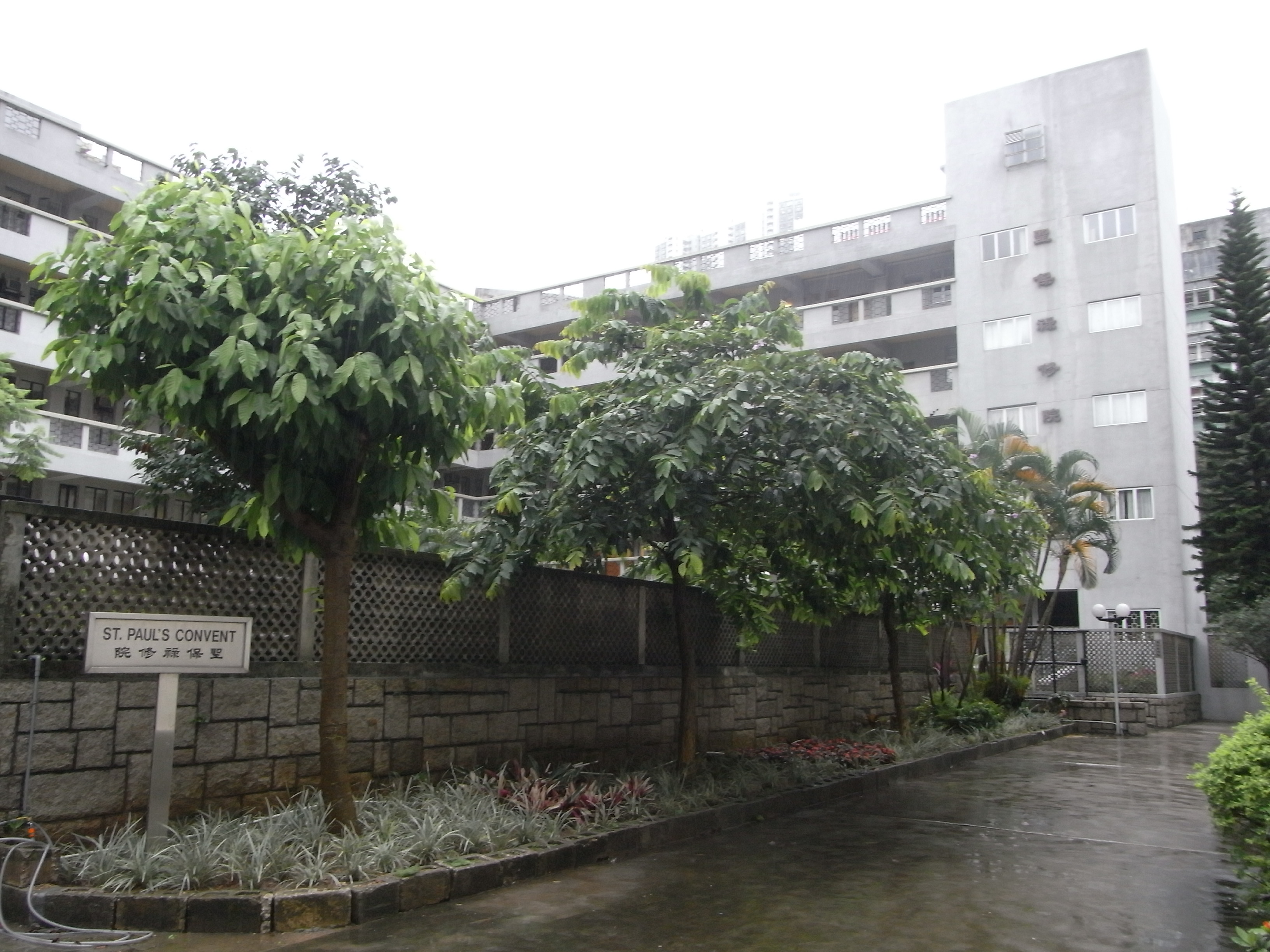
聖保祿修院 - 名字牌

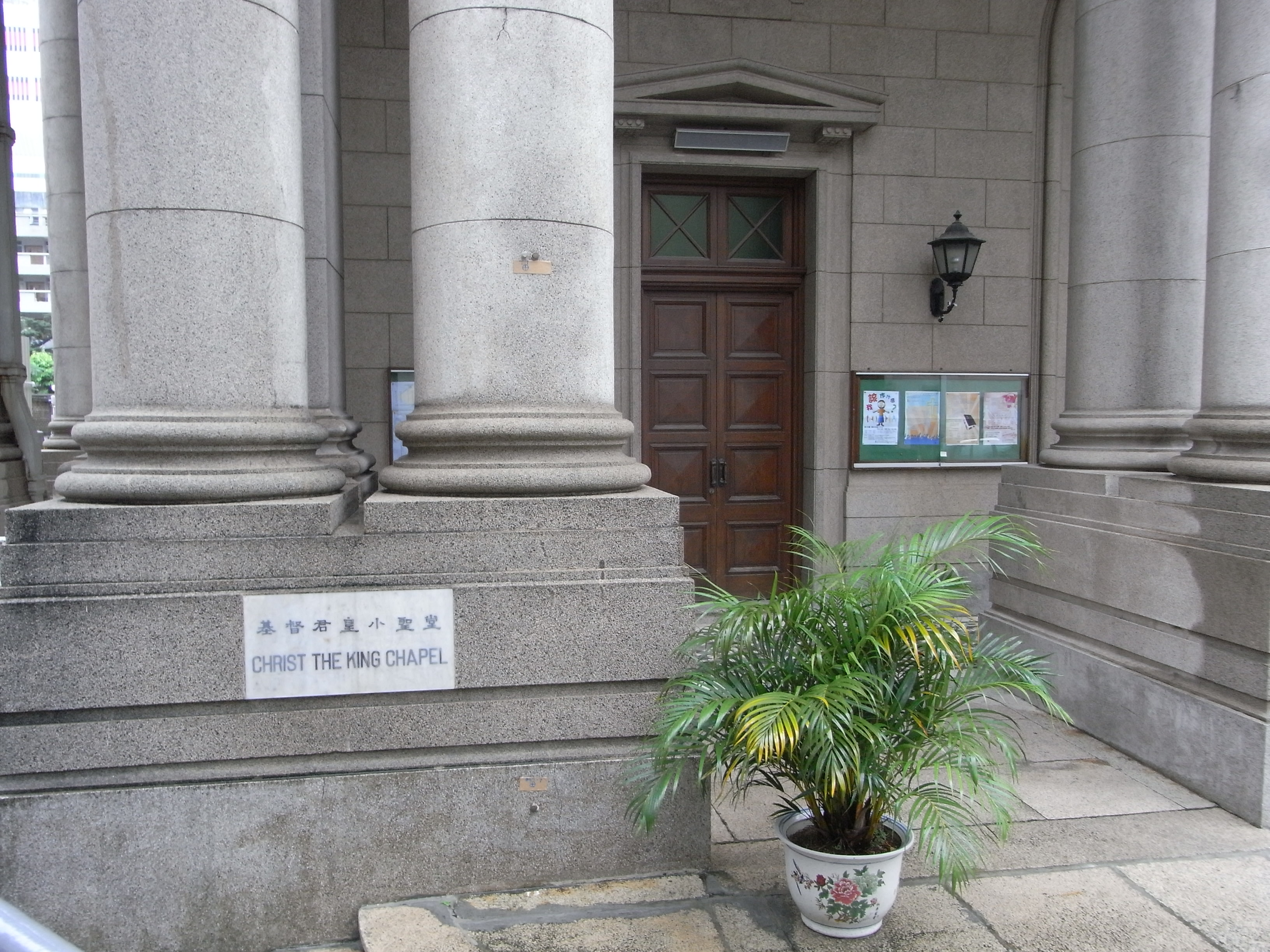
正名為基督君皇小聖堂

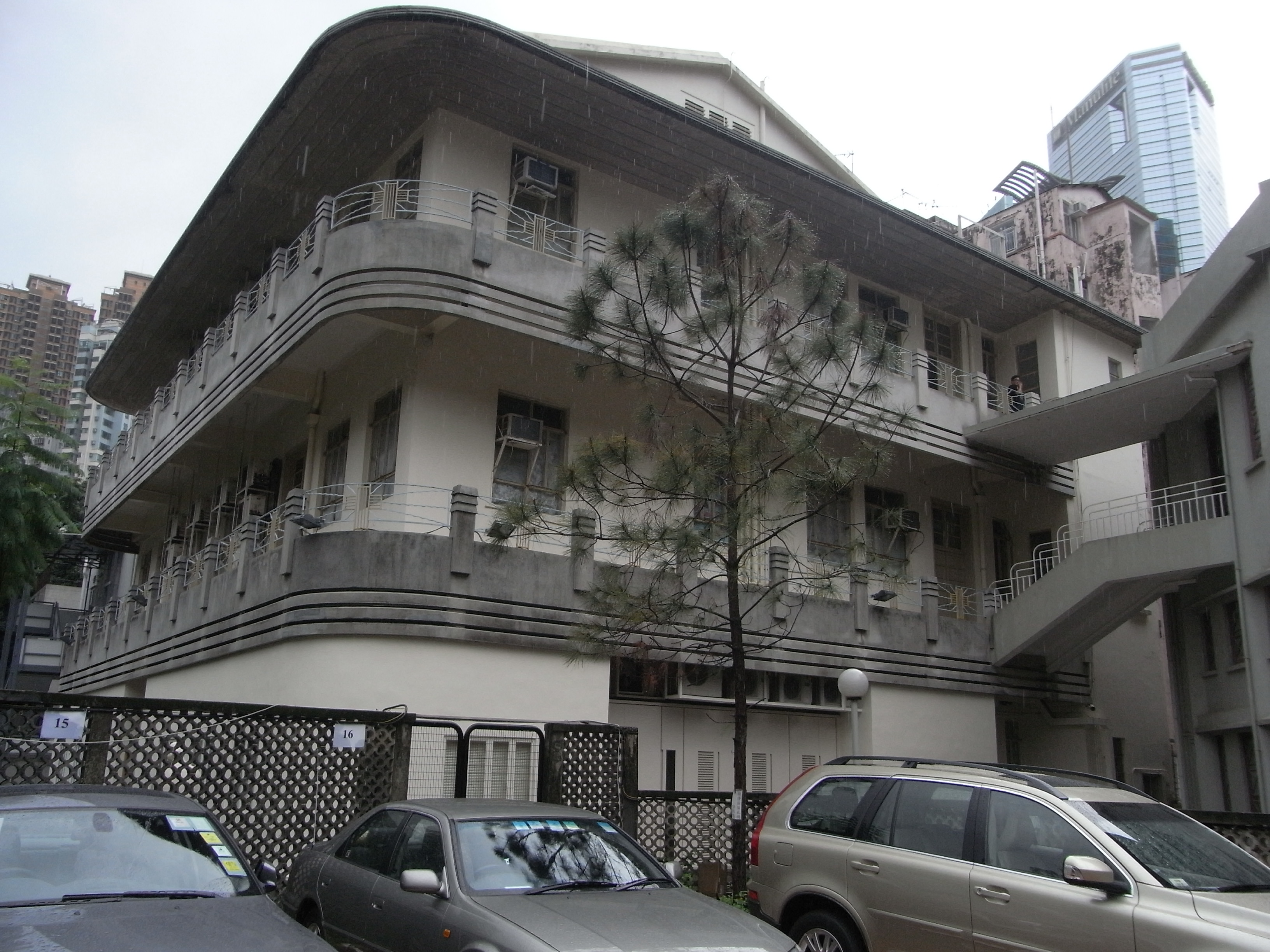
職員(修女)宿舍

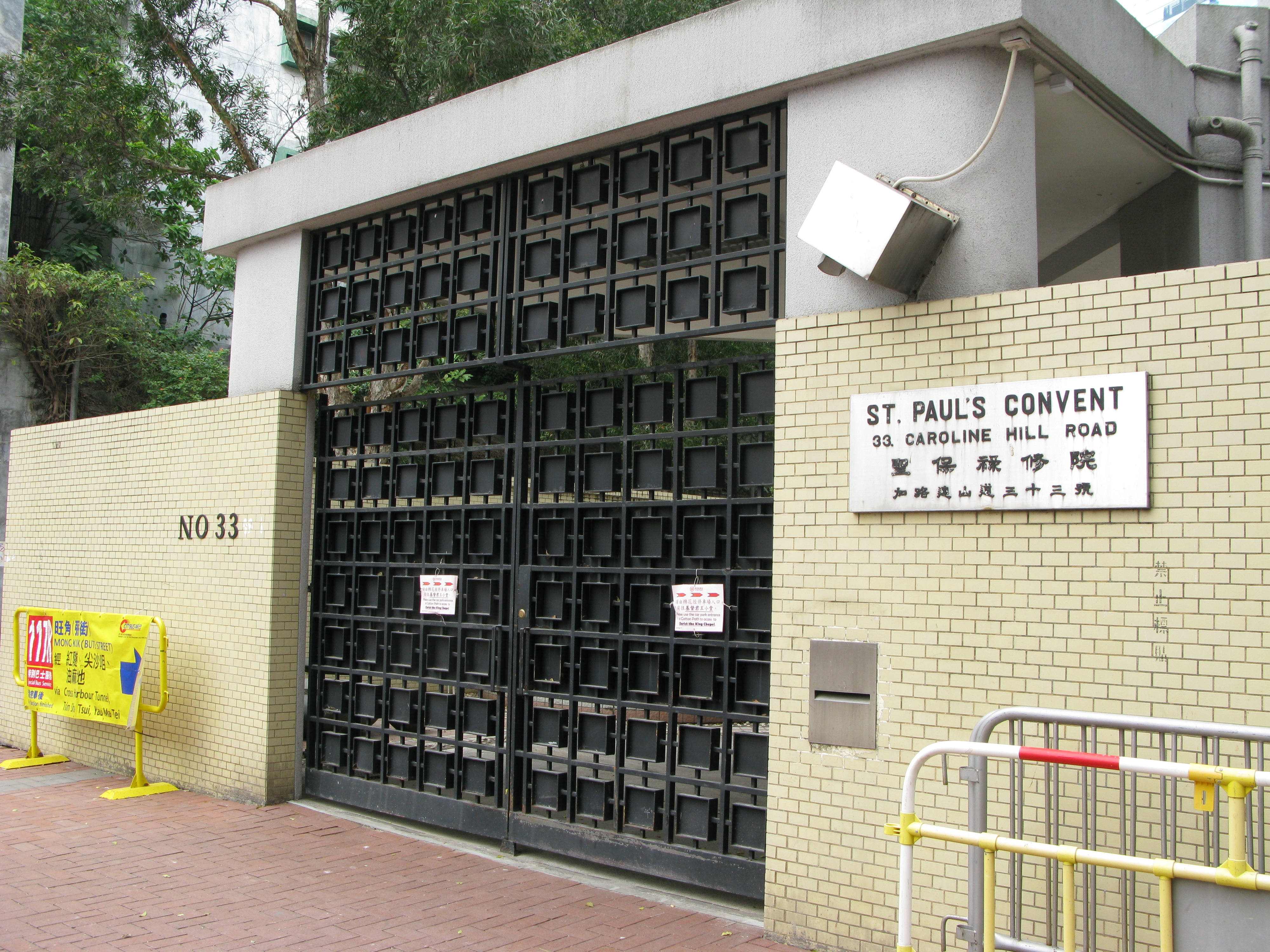
棉花路上聖保祿修院之門口

### 歷史
基督君王小堂（英語：Christ The King Chapel），建於1928年，可容納1000人，由法國巴黎外方傳教會羅拔神父構思，何東夫人資助興建費用。1941年日本侵港期間，在修女的保護下大批傷者躲進修院及教堂。修院的名稱曾多次改變，由1995年起，修院的小教堂被改名為基督君王小堂。

### 建築
教堂以古典復興風格興建，平面以長十字設計，相交之處建有圓拱頂，外圍立面由科林斯式石柱包圍以支撐屋簷，除其中4角位的4支為方柱外，全部為圓柱，所以教堂內樓底空間特別高，斜屋頂則鋪上中式瓦片。基督君皇小聖堂的正立面向東北聖保祿醫院，正面大門及兩面側門上有宏偉的三角楣飾，兩正立面頂三角楣飾內是一個圓形12小時刻度大鐘，或可稱為鐘樓，該時鐘現已經停止運作，時間永遠是12時26分。內部以古典風格布置，地上鋪著色彩豐富的馬賽克地磚，加上華麗的天使雕刻，令教堂顯得相當典雅。修院見證法國傳道會在香港的傳教及社會服務歷史，具珍貴歷史及建築價值，現時被古物古蹟辦事處列為二級歷史建築。
現時基督君王小堂與聖保祿學校共用部份空間，現時該修院也使用聖保祿學校的禮堂作為教堂之用。

### 彌撒及禮儀時間

#### 彌撒
- 主日彌撒：08:30、10:00(粵語)
- 11:30(英語)
- 13:30(印尼語)
- 平日彌撒：06:40(粵語)

## 聖保祿學校
聖保祿學校（英語：St. Paul's Convent School），由天主教開辦，為香港補助學校議會22所補助學校之一，是香港一家女子學校。創立於1854年，原名法國傳道會學校，1955年易名聖保祿學校。現在的校舍於1981年落成，當時因應某地產商意圖洽購有關地段興建酒店，但為學校的校友反對。當時有人捐了一大筆錢，用以永久購入學校所在的地段，餘下的錢則用作翻新校舍，使校舍從原來的歐陸式建築變成今日的近現代建築。2004年9月轉為直接資助計劃學校。

## 聖保祿醫院
聖保祿醫院（英語：St. Paul's Hospital）暱稱法國醫院或香港法國醫院，於1898年1月1日在灣仔正式開幕，並附設了一所藥房。1908年1月6日，醫院遷至跑馬地，名為「加爾瓦略山會院」，由當時的香港總督盧押主持開幕典禮。1916年，醫院再搬到銅鑼灣現址，並於1918年正式命名為聖保祿醫院。1976年，該院新翼啟用。2009年，樓高20層新翼落成。

## 外部連結
- 聖瑪加利大堂區 （页面存档备份，存于）